# Agencia de seguridad
Una agencia de seguridad (del inglés: Security agency) es una organización gubernamental que realiza actividades de inteligencia para la seguridad interna de una nación. Son los "primos" de las agencias de inteligencia exterior y, por lo general, realizan contrainteligencia para frustrar los esfuerzos de inteligencia exterior de otros países.
Por ejemplo, la Oficina Federal de Investigación de Estados Unidos es la agencia de inteligencia interior, de seguridad y de aplicación de la ley, mientras que la Agencia Central de Inteligencia es un servicio de inteligencia exterior, que se ocupa principalmente de la recopilación de inteligencia en el extranjero. Existe una relación similar en Gran Bretaña entre el MI5 y el MI6.
La distinción, o superposición, entre las agencias de seguridad, la policía nacional y las organizaciones de gendarmería varía según el país. Por ejemplo, en Estados Unidos, una organización, el FBI, es una policía nacional, una agencia de seguridad interna y una agencia de contrainteligencia. En otros países, existen agencias separadas, aunque la naturaleza de su trabajo hace que interactúen. Por ejemplo, en Francia, la Police nationale y la Gendarmerie nationale se encargan de las funciones policiales, y la Direction centrale du renseignement intérieur se encarga de la contrainteligencia.
Asimismo, la distinción, o superposición, entre las agencias de seguridad militar y civil varía entre países. En Estados Unidos, el FBI y la CIA son agencias civiles, aunque tienen varios rasgos paramilitares y mantienen relaciones profesionales con las organizaciones de inteligencia militar de Estados Unidos. En muchos países todos los esfuerzos de inteligencia responden a los militares, ya sea por diseño oficial o al menos sobre una base de facto. Los países donde varias agencias militares y civiles dividen sus responsabilidades tienden a reorganizar sus esfuerzos durante décadas para obligar a las diversas agencias a cooperar más eficazmente, integrando (o al menos coordinando) sus esfuerzos con alguna dirección unificada. Por ejemplo, después de muchos años de guerras territoriales las agencias que son miembros de la Comunidad de Inteligencia de Estados Unidos ahora están coordinadas por el director de la Inteligencia Nacional, con la esperanza de reducir el tráfico de información.
En Irlanda, por ejemplo, las operaciones relevantes de inteligencia para la seguridad interna son realizadas por el ejército (G2) y la policía (SDU), en lugar de ser competencia de las agencias civiles.
Las agencias de seguridad suelen incluir los términos "seguridad", "inteligencia" o "servicio" en sus nombres. Las organizaciones privadas que brindan servicios similares a una agencia de seguridad pueden denominarse "empresa de seguridad" o "servicio de seguridad", pero esos términos también pueden usarse para organizaciones que no tienen nada que ver con la recopilación de inteligencia.

## Agencia de seguridad versus policía secreta
Existe un dilema sobre si algunas agencias de seguridad deben caracterizarse como fuerzas de policía secreta. La medida en que las agencias de seguridad utilizan operaciones internas encubiertas para ejercer control político varía según el país y el sistema político. Tales operaciones pueden incluir la vigilancia, infiltración y desorganización de grupos disidentes, operaciones para desacreditar públicamente a figuras disidentes e incluso asesinatos o detenciones y ejecuciones extrajudiciales. Las agencias de seguridad están limitadas en algunos países por una malla de responsabilidad judicial y legislativa, mientras que en otros pueden responder solo a un solo líder o comité ejecutivo.

## Agencias de seguridad

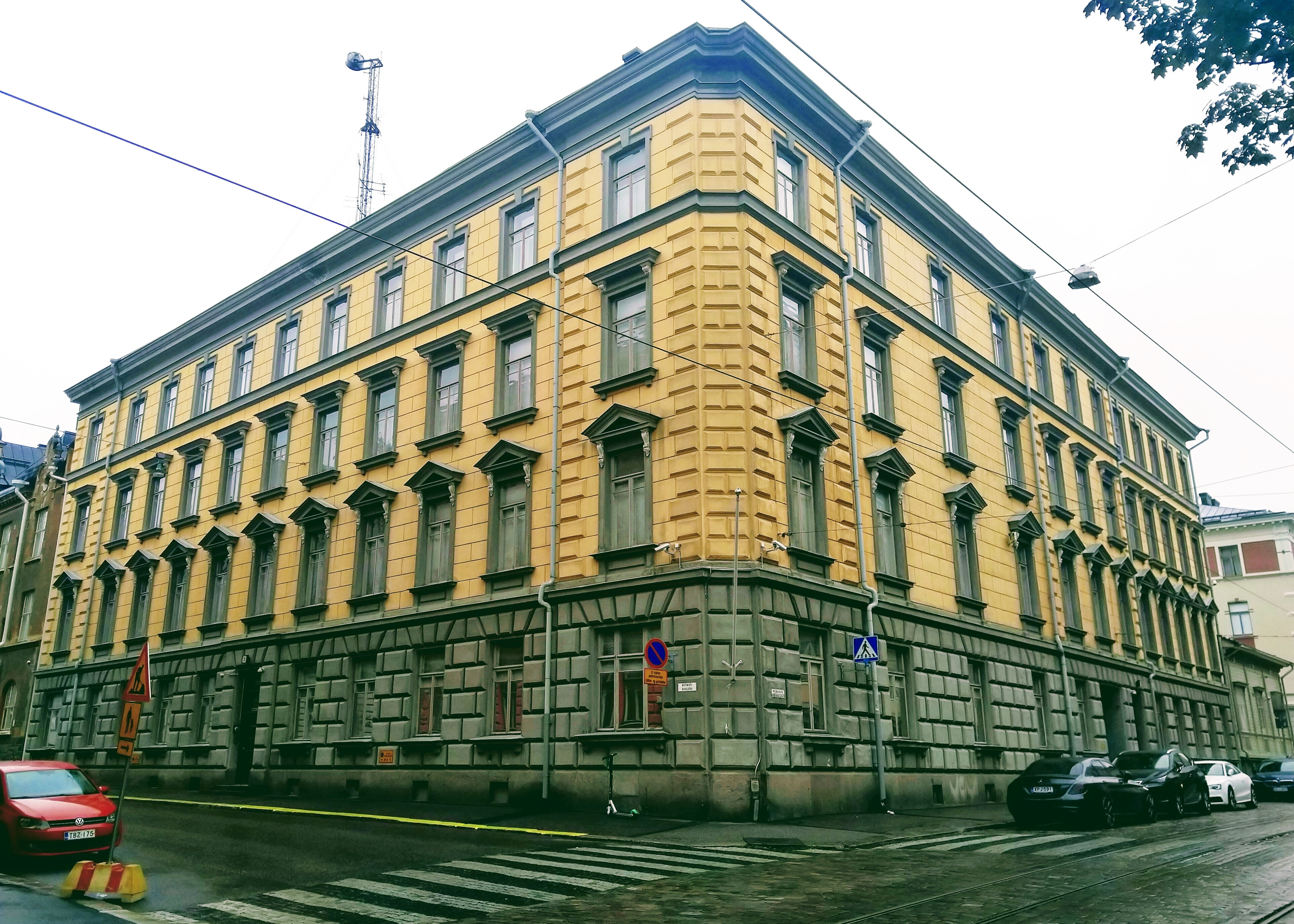
Oficina central del Servicio de Inteligencia y Seguridad de Finlandia, en Punavuori (Helsinki).

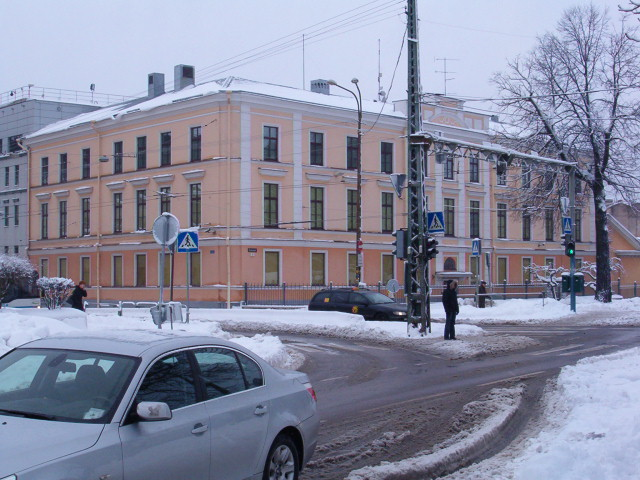
Oficina central del Servicio de Seguridad Interna de Estonia en Kassisaba (Tallin).

- Armenia: Servicio de Seguridad Nacional

- Australia:  Organización de Seguridad e Inteligencia Australiano
- Baréin: Agencia de Seguridad Nacional
- Bangladés: Inteligencia de Seguridad Nacional
- Bielorrusia: Comité de Seguridad del Estado de la República de Bielorrusia
- Bosnia y Herzegovina: Agencia de Inteligencia y Seguridad de Bosnia y Herzegovina
- Brasil: Policía Federal
- Brunéi: Departamento de Seguridad Interna
- Canadá: Servicio de Inteligencia y Seguridad de Canadiense, sucesor del Servicio de Seguridad de la Real Policía Montada de Canadá
- China: Ministerio de Seguridad del Estado
- Croacia: Agencia de Seguridad e Inteligencia Militar (en Croata: Vojna sigurnosno-obavještajna agencija or VSOA or VSA) y la Agencia de Seguridad e Inteligencia (en Croata: Sigurnosno-obavještajna agencija ili SOA)
- El Salvador: Organismo de Inteligencia del Estado OIE, depende directamente de la Presidencia de la República, está regulado por una ley especial.
- Alemania del este (antigua): Stasi
- Estonia: Servicio de Seguridad Interna Estonio
- Unión Europea: Agencia de la Unión Europea para la Seguridad de las Redes y de la Información (originalmente conocida como Agencia Europea de Seguridad de las Redes y de la Información)
- Finlandia: Servicio de Inteligencia y Seguridad Finlandés
- Francia: funciones divididas entre la Police nationale, Gendarmerie nationale, y la Direction centrale du renseignement intérieur
- Alemania: Oficina Federal para la Protección de la Constitución, Bundeskriminalamt
- India: 
  - Ala de Investigación y Análisis
  - Oficina de Inteligencia
- Indonesia: Agencia de Inteligencia Estatal de Indonesia
- Irlanda:
  - Directorado de Inteligencia Militar
  - Unidad de Detectives Especiales, anteriormente la Rama Especial y antes el Departamento de Investigación Criminal
- Israel: Shin Bet (Agencia de Seguridad de Israel y otros: ver Comunidad de Inteligencia Israelí
- Japón: Agencia de Inteligencia y Seguridad Pública
- Malasia: Rama Especial de la Real Policía de Malasia
- Países Bajos: Servicio General de Inteligencia y Seguridad
- Nueva Zelanda: Servicio de Inteligencia y Seguridad de Nueva Zelanda
- Nigeria: Servicio de Seguridad del Estado
- Noruega: Servicio de Seguridad Policial Noruego
- Omán: Servicio de Seguridad Interna
- Pakistán: 
  - Inter-Services Intelligence - ISI
  - Oficina de Inteligencia
  - Agencia Federal de Investigación
- Polonia: Agencja Bezpieczeństwa Wewnętrznego
- Portugal: 
  - Sistema de Informações da República Portuguesa
  - antigua: PIDE, o Polícia Internacional e de Defesa do Estado
- Rusia: 
  - Servicio Federal de Seguridad (FSB), sucesor del Servicio Federal de Contrainteligencia (FSK), sucesor del KGB
  - Directorado General de Programas Especiales del Presidente de la Federación Rusa
  - Directorado Principal del Alto Estado Mayor de las Fuerzas Armadas de la Federación Rusa
- Serbia: Agencia de Seguridad Militar (Serbio: Безбедносно-информативна агенција, БИА / Bezbednosno-informativna agencija, BIA)
- Singapur: Departamento de Seguridad Interna
- Eslovenia: Agencia de Inteligencia y de Seguridad Esloveno
- Somalia: Agencia Nacional de Inteligencia Seguridad (Somalí: Hay'ada Sirdoonka iyo Nabadsugida)
- Unión Soviética (antiguas): 
  - Cheka
  - Directorio Político del Estado
  - Comisariado del Pueblo para Asuntos Internos, que pasó a ser el Ministerio del Interior de la Federación Rusa
  - Comisariado del Pueblo para la Seguridad del Estado, que pasó a ser el Ministerio para la Seguridad del Estado
  - SMERSH
  - KGB, Komitet gosudarstvennoy bezopasnosti (Russian: Комите́т госуда́рственной безопа́сности (КГБ)
- Sudáfrica: Agencia de Seguridad del Estado
- España (todas las siguientes agencias tienen funciones de seguridad y de inteligencia):
  - Centro Nacional de Inteligencia (CNI)
  - Comisaría General de Información (CGI)
  - Comisaría General de Policía Judicial (CGPJ)
  - Servicio de Información de la Guardia Civil (SIGC)
- Sri Lanka: Servicio de Inteligencia del Estado
- Suecia: Servicio de Seguridad Sueco (Säkerhetspolisen)
- Suiza: Servicio de Inteligencia de la Federación (Nachrichtendienst des Bundes)
- Turquía: Organización Nacional de Inteligencia (Millî İstihbarat Teşkilâtı, MIT)
- Ucrania: Servicio de Seguridad de Ucrania
- Reino Unido (todas las siguientes agencias tienen funciones de seguridad y de inteligencia): 
  - MI5 (conocido también como el Servicio de Seguridad)
  - MI6 (conocido también como el Servicio Secreto de Inteligencia)
  - Cuartel General de Comunicaciones del Gobierno
  - Estado Mayor de la Inteligencia de Defensa
- Estados Unidos (odas las siguientes agencias tienen funciones de seguridad y de inteligencia):
  - Servicio Central de Seguridad
  - Oficina Federal de Investigación
  - Agencia de Seguridad Nacional
  - Agencia de Inteligencia de Defensa